# 普立大桥
普立大桥位于云南省宣威市普立乡，是一座高速公路钢箱梁悬索桥，是 杭瑞高速普立至宣威段（普宣高速）的控制性工程之一。大桥全长1040米，主跨为628米，桥面距离谷底高度达500米。大桥建设地地形陡峭，气候复杂，施工单位中铁大桥局在云南地区首次采用火箭发射先导索的方式建立猫道，并研究出用“缆索吊机旋转架桥法”吊装。大桥于2015年8月25日正式通车。